# Baczana Cchadadze
Baczana Cchadadze (gruz. ბაჩანა ცხადაძე, ur. 23 października 1987 w Tbilisi) – gruziński piłkarz grający na pozycji napastnika. Od 2016 jest zawodnikiem klubu Lokomotiwi Tbilisi.

## Kariera piłkarska
Swoją karierę piłkarską Cchadadze rozpoczął w klubie Sioni Bolnisi. W 2006 roku został członkiem pierwszego zespołu i w sezonie 2006/2007 zadebiutował w jego barwach w pierwszej lidze gruzińskiej. W 2007 roku odszedł do WIT Georgia Tbilisi, a po pół roku gry w nim przeszedł do Ameri Tbilisi. Sezon 2008/2009 rozpoczął od występów w azerskim Standardzie Sumgait. W rundzie wiosennej tamtego sezonu występował w klubie FC Gagra z Tbilisi. Z kolei jesienią 2009 grał w Spartaki Cchinwali.
Na początku 2010 roku Cchadadze przeszedł do İnteru Baku, a latem 2010 został wypożyczony do Simurqa Zaqatala. Zadebiutował w nim 7 sierpnia 2010 w zremisowanym 1:1 wyjazdowym meczu z Kəpəzem Gəncə i w debiucie zdobył gola. Na początku 2011 wrócił do İnteru, a 19 lutego 2011 zadebiutował w jego barwach w wygranym 4:0 wyjazdowym meczu z MOİK Bakı. W sezonach 2013/2014 i 2014/2015 wywalczył z İnterem dwa wicemistrzostwa kraju.
Latem 2015 roku Cchadadze został piłkarzem Flamurtari Wlora. Zadebiutował w tym klubie 22 sierpnia 2015 w przegranym 0:1 domowym meczu z Teutą Durrës. W Albanii grał przez pół roku.
Na początku 2016 roku Cchadadze wrócił do Gruzji i został zawodnikiem Lokomotiwi Tbilisi. Swój debiut w nim zaliczył 19 lutego 2016 w zremisowanym 2:2 domowym meczu z Czichura Saczchere.
| Sezon   | Klub                | Kraj        | Rozgrywki           | Mecze | Gole |
| ------- | ------------------- | ----------- | ------------------- | ----- | ---- |
| 2006/07 | Sioni Bolnisi       | Gruzja      | Umaglesi Liga       | 23    | 1    |
| 2007/08 | WIT Georgia Tbilisi | Gruzja      | Umaglesi Liga       | 2     | 0    |
| 2007/08 | Ameri Tbilisi       | Gruzja      | Umaglesi Liga       | 3     | 0    |
| 2008/09 | Standard Sumgait    | Azerbejdżan | Premyer Liqa        | 5     | 0    |
| 2008/09 | FC Gagra            | Gruzja      | Umaglesi Liga       | 9     | 2    |
| 2009/10 | Spartaki Cchinwali  | Gruzja      | Umaglesi Liga       | 15    | 3    |
| 2009/10 | İnter Baku          | Azerbejdżan | Premyer Liqa        | 0     | 0    |
| 2010/11 | Simurq Zaqatala     | Azerbejdżan | Premyer Liqa        | 8     | 5    |
| 2010/11 | İnter Baku          | Azerbejdżan | Premyer Liqa        | 1     | 0    |
| 2011/12 | İnter Baku          | Azerbejdżan | Premyer Liqa        | 30    | 7    |
| 2012/13 | İnter Baku          | Azerbejdżan | Premyer Liqa        | 28    | 7    |
| 2013/14 | İnter Baku          | Azerbejdżan | Premyer Liqa        | 29    | 10   |
| 2014/15 | İnter Baku          | Azerbejdżan | Premyer Liqa        | 28    | 7    |
| 2015/16 | Flamurtari Wlora    | Albania     | Kategoria Superiore | 11    | 4    |
| 2015/16 | Lokomotiwi Tbilisi  | Gruzja      | Umaglesi Liga       |       |      |

## Kariera reprezentacyjna
W reprezentacji Gruzji Cchadadze zadebiutował 5 marca 2014 roku w wygranym 2:0 towarzyskim meczu z Liechtensteinem, rozegranym w Tbilisi. W 59. minucie tego meczu zmienił Girogiego Czanturię.